# 耶稣堡
耶稣堡是葡萄牙人为腓力二世修建的一座城堡，位于肯尼亚蒙巴萨。城堡外形像一个人，2011年列入联合国教科文组织世界遗产名录，登录面积2,36 ha，缓冲区面积31 ha。

## 登录基准
该世界遗产被认为满足世界遺產登錄基準中的以下基準而予以登錄：
- （ii）在某期间或某种文化圈里对建筑、技术、纪念性艺术、城镇规划、景观设计之发展有巨大影响，促进人类价值的交流。
- （v）代表某一个或数个文化的人类传统聚落或土地使用，提供出色的典范－特别是因为难以抗拒的历史潮流而处于消灭危机的场合。